# جون غونيون رذرفورد
جون غونيون رذرفورد (25 ديسمبر 1857 – 24 يوليو 1923) كان طبيبًا بيطريًا كنديًا وموظفًا مدنيًا وسياسيًا.
ولد في ماونتن كروس ، أبرشية نيولاندز ، بيبليسشاير ، اسكتلندا، هو نجل القس روبرت رذرفورد، تلقى رذرفورد تعليمه في المدرسة الثانوية في غلاسكو وعن طريق التعليم الخاص. هاجر إلى كندا في عام 1875 وتلقى دورة في كلية أونتاريو الزراعية وبعد ذلك حضر في كلية أونتاريو البيطرية ، وتخرج في عام 1879 برتبة ميدالية ذهبية. استقر في بورتاج لا برايري، مانيتوبا، كان رئيسًا لشركة طباعة مانيتوبا الليبرالية ومالك عيادة بيطرية كبيرة. خلال تمرد الشمال الغربي في عام 1885، عمل روثرفورد مع بطارية وينيبيغ الميدانية كطبيب بيطري، وكان حاضرًا في ارتباطات فيش كريك وباتوتشي ، حيث حصل على الميدالية والمشبك.
في عام 1892 ، تم انتخابه في الجمعية التشريعية لمانيتوبا لمنطقة ليكسايد الانتخابية عن حزب مانيتوبا اليبرالي حيث خدم حتى عام 1896. تم انتخابه لمجلس العموم الكندي في عام 1897 عن طريق الانتخابات الفرعية لمنطقة ماكدونالد الانتخابية. هُزم الحزب اليبرالي عام 1900. تم تعيينه مديرًا عامًا للطب البيطري في دومينيون في عام 1902 ومفوض الثروة الحيوانية في دومينيون في عام 1906. في عام 1912 ، تم تعيينه مشرفًا على الزراعة والصناعة الحيوانية للسكك الحديدية الكندية في المحيط الهادئ .
كان رئيس الجمعية الطبية البيطرية الأمريكية من 1908 إلى 1909. من عام 1918 حتى وفاته في عام 1923 ، كان مفوض مجلس السكك الحديدية ومفوض النقل.
تحصل على وسام القديس ميخائيل والقديس جرجس في تكريم عيد ميلاد عام 1910 .